# Ruppellia kroeberi
Ruppellia kroeberi är en tvåvingeart som först beskrevs av Lindner 1955.  Ruppellia kroeberi ingår i släktet Ruppellia och familjen stilettflugor. Inga underarter finns listade i Catalogue of Life.